# حزب الأمة الإيراني
حزب ملت إيران والمعروف باسم حزب الأمة الإيراني (INP) هو حزب سياسي قومي ليبرالي ينشد الديمقراطية العلمانية وفصل الدين عن الدولة في إيران.

## معلومات تاريخية
تأسست هذه الجماعة على يد داريوش فروهر في عام 1951, واستمر فروهر زعيمًا لها حتى مقتله الغامض في 1998. وعلى الرغم من اشتراكهما في أسس سياسية واحدة وأيديولوجيات متقاربة، يختلف حزب ملت إيران إلى حد كبير عن الحزب القومي الإيراني (بان ايرانيست) الذي شارك في تأسيسه في الأصل محسن بزشكبور. على عكس المجموعة الثانية، كان ملت إيران ضد الشاه وأيد بشدة رئيس الوزراء الوطني محمد مصدق. عمل حزب ملت إيران انطلاقًا من مؤسسة أهلية وكان نشطًا أثناء الثورة الإيرانية وفي الفترة التي تلتها مباشرةً. وبعد أن آلت السلطة إلى الخميني، تم حظر حزب ملت إيران وحزب بان ايرانيست، وغيرهما من الأحزاب القومية مثل الجبهة الوطنية والتحالف الوطني وتعرض مؤيدوهم للنبذ والاضطهاد.[بحاجة لمصدر]
بعد اغتيال فروهر في نوفمبر من عام 1998, انتقلت قيادة الحزب إلى خسروسيف.

## الوضع القانوني الحالي
قامت الحكومة بحظر الحزب رسميًا، ويتعرض أعضاء الحزب باستمرار لمضايقات ويتم سجنهم في كثير من الأحيان. وتم وضع منزل فروهر، والذي أصبح نقطة محورية لأعضاء الحزب منذ رحيله، تحت المراقبة. وفي بعض الأحيان يتم إلقاء القبض على الأشخاص الذين يحضرون الاجتماعات التي تُعقد هناك واستجوابهم. في عام 2003، أصدرت منظمة العفو الدولية مذكرة أعربت فيها عن قلقها بشأن الثلاثة الذين «...تعرضوا للتعذيب أثناء احتجازهم بمعزل عن العالم الخارجي بحسب ما أفادت به التقارير.»[بحاجة لمصدر]

## وصلات خارجية
- Interview with party leader Khosrow Seif
- Amnesty Memo
- Official Site (in Persian)